# リッツェンドルフ
リッツェンドルフ (ドイツ語: Litzendorf) は、1978年5月1日の市町村合併でドイツ連邦共和国バイエルン州オーバーフランケン行政管区のバンベルク郡に創成された町村（以下、本項では便宜上「町」と記述する）。

## 地理
リッツェンドルフとその地区の大部分はエレルンタールに位置している。そこは、バンベルク郡で最も高いガイスベルク (585m)とシュタムベルク (560m)を含む森に覆われた高原である。

### 自治体の構成
この町は、公式には8つの地区 (Ort) からなる。各集落とその人口は以下の通り。
|  |  | Kunigundenruh クニグンデンルー    | 2人     |
|  |  | Litzendorf リッツェンドルフ       | 1,492人 |
|  |  | Lohndorf ローンドルフ             | 385人   |
|  |  | Melkendorf メルケンドルフ         | 757人   |
|  |  | Naisa ナイザ                      | 747人   |
|  |  | Pödeldorf ペーデルドルフ          | 1,753人 |
|  |  | Schammelsdorf シャンメルスドルフ  | 784人   |
|  |  | Tiefenellern ティーフェンエレルン | 210人   |

## 歴史
リッツェンドルフという名前の由来は明らかでない。スラブ語の lyko（=シカの袋角、植物の内皮）あるいはゲルマン語のlitzel（=小さい）が語源ではないかと推測されている。
メロヴィング朝やカロリング朝の時代、おそらくフランク人かスラブ人がこの村を造った頃、エレルンタールはまだ森で覆われていた。
リッツェンドルフの名前が初めて文献に現れるのは、1129年で、バンベルク司教オットーの文書中に Otgoz von Licindorfとして言及されている。このOtgozとは、バンベルク司教聖オットーに臣従する貴族で、裁判官兼行政官を務めた。
リッツェンドルフは、この後バンベルク司教本部領となり、1803年の帝国代表者会議主要決議でバイエルン領となった。

### 人口推移
この地区の人口は、1970年：3,507人、1987年：4,825人、2000年：5,907人であった。2005年6月30日現在の人口は、6,179人。

## 行政

### 紋章
金地と青地で左右に分かれる。左半分は銀の斜め帯に赤い爪や下を見せる黒い獅子、右半分は鼻あてのある銀の兜。
バンベルクの獅子は、リッツェンドルフがバンベルク司教本部領であったことを示す。兜は、12世紀頃リッツェンドルフを治めた下級貴族を示している。

## 見所

### フランケン彫刻の小径
ティーフェンエレルン、ローンドルフ、リッツェンドルフをめぐるフランケン彫刻の小径は、1994年に設けられ、エレルンタールの風景に合わせて彫刻を展示している。

### メルケンドルフの歌手の記念碑
フランケン歌手連盟の死者、戦死者のための歌手の記念碑は、1963年にメルケンドルフ地区の高台に築かれた。記念碑は、12本の配列された石灰岩の円柱と祭壇を模した石棺から構成されている。記念碑の中には、歌手連盟に所属するかつては12、現在は13の歌手サークルの死者名簿が収められている。錬鉄製の祭壇の翼にはラテン語で Mortui vivimusと刻まれている。（メルケンドルフの歌手の記念碑ページ（ドイツ語）参照）

### ティーフェンエレルンの乙女の洞窟
乙女の洞窟は、新石器時代の遺跡である。出土品は、新石器時代以後ほとんどすべての文明が洞窟を利用してきたことを示す証拠となっている。名前は、ここで女性の遺体が多く発見されたことに由来する。

### リッツェンドルフの墓丘墓地
リッツェンドルフからガイスフェルトへ向かう街道筋にケルト時代初期の墳墓がある。墳墓群は周りを森で完全に囲まれている。墓丘の直径は8mから25mまで様々な大きさがある。19世紀の発掘で、青銅器時代や鉄器時代初期の出土品が見つかっている。

### 聖ヴェンツェスラウス教区教会

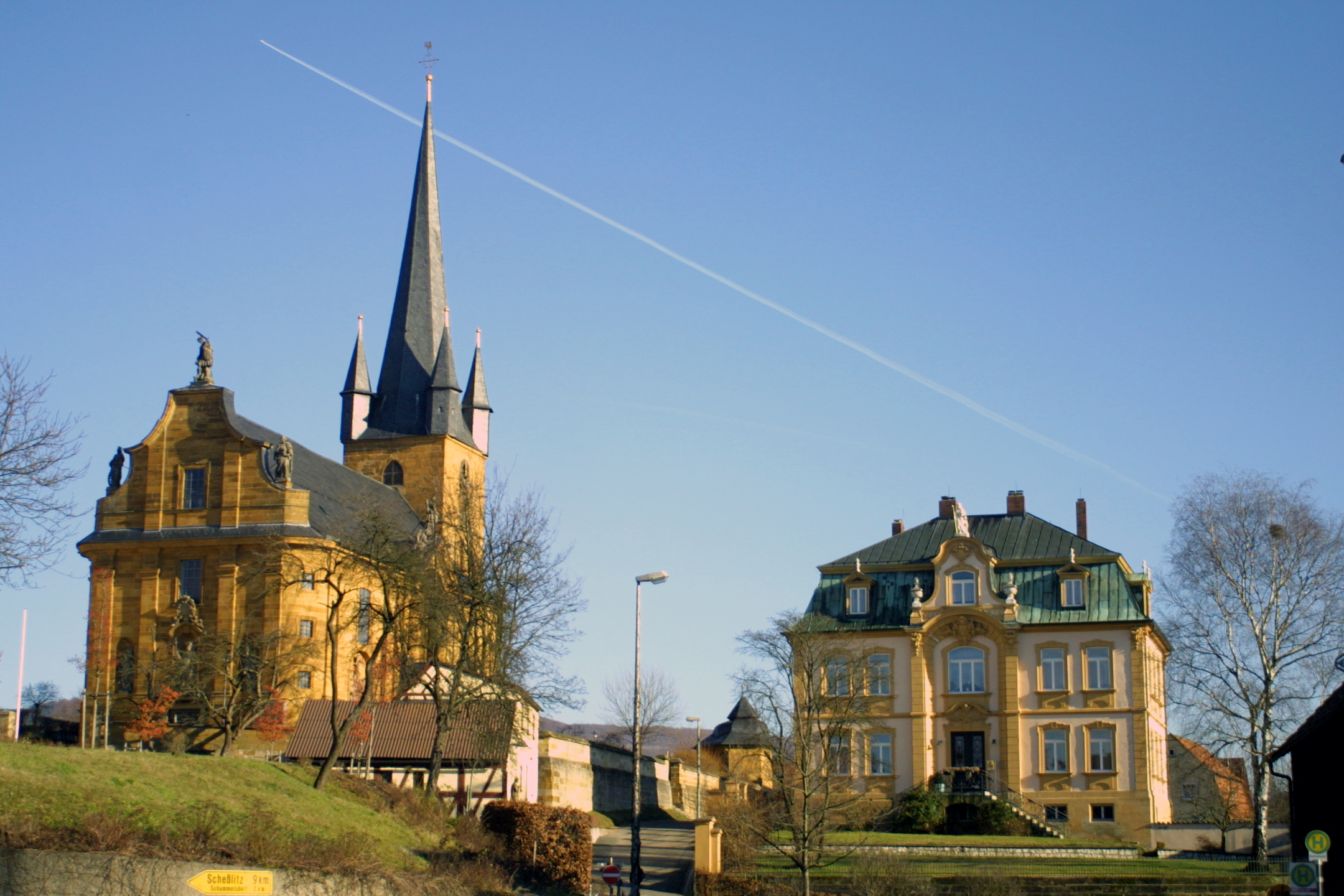
リッツェンドルフの教区教会と主任司祭館

バロック様式の聖ヴェンツェスラウス教区教会は、建築家ヨハン・ディーツェンホーファーによって1715年から1718年に建造された。金色に輝く含鉄砂岩の角石材を用いて建設されている。
ボヘミア公にして聖人のヴェンツェスラウス（聖ヴァーツラフ）を教会の守護聖人に選んだのは、司教領主ラムブレヒト・フォン・ブルンの時代に遡る。ラムブレヒトは、プラハの宮廷でカール4世の政治顧問を務め、その息子ヴェンツェルの大臣職を務めた。1406年にリッツェンドルフの主任司祭に就任し、現存する5階建ての塔を新設した。
17世紀の終わりには建物の破損がひどくなったが、修復がためらわれていた。1702年に主任司祭に就任したヨハン・クリストフ・ラインハルトは、この問題に取り組み、格別な成果を上げた。バンベルクの宮廷建築家ヨハン・ディーツェンホーファーが塔にすばらしい長堂を増築したのだった。

## 引用
1. ↑  https://www.statistikdaten.bayern.de/genesis/online?operation=result&code=12411-003r&leerzeilen=false&language=de Genesis-Online-Datenbank des Bayerischen Landesamtes für Statistik Tabelle 12411-003r Fortschreibung des Bevölkerungsstandes: Gemeinden, Stichtag (Einwohnerzahlen auf Grundlage des Zensus 2011)
2. ↑  Bayerische Landesbibliothek Online